# فضيحة هلو غارسي
فضيحة هلو غارسي (أو ببساطة هلو غارسي)، وتُعرف أيضًا باسم غلورياغيت، كانت فضيحة سياسية وأزمة انتخابية في الفلبين.
شملت الفضيحة الرئيسة السابقة غلوريا ماكاباغال أرويو، التي زُعم أنها زورت الانتخابات الوطنية لعام 2004 لصالحها. أعطت النتائج الرسمية لتلك الانتخابات أرويو ونولي دي كاسترو الرئاسة ومنصب نائب الرئيس على التوالي. جرى التنافس على المئات من المناصب الوطنية والمحلية خلال هذه الانتخابات. بدأت الفضيحة والأزمة في يونيو 2005 عندما نُشرت على الملأ تسجيلات صوتية لمكالمة هاتفية بين الرئيسة أرويو وعضو لجنة الانتخابات آنذاك فيرغيليو غارسيلانو، والتي يُزعم أنها تتحدث عن تزوير نتائج الانتخابات الوطنية لعام 2004. تصاعدت حدة الأزمة حين حاولت أقلية مجلس النواب في الكونغرس إدانة أرويو. عُرقل هذا بوساطة تحالف أرويو في سبتمبر 2005 ولم تجر أية محاكمة.
تتعدد الاتهامات ضد أرويو وشركائها في الحكومة، بما في ذلك تزوير الانتخابات والتستر اللاحق على الواقعة. نفت الإدارة بعض الادعاءات وطعنت في بعضها الآخر في المحكمة. منع مجلس النواب، الذي يهيمن عليه شركاء تحالف أرويو، محاولات محاكمة الإدانة. كان شريك أرويو الأكثر شهرة المزعوم من اللجنة الانتخابية، فيرغيليو غارسيلانو، مفقودًا لبضعة أشهر، لكنه عاد إلى العاصمة في أواخر عام 2005. تستمر المزاعم بشأن المتآمرين المحتملين من الحكومة الذين ساعدوا في هروبه، وبشأن تستر مزعوم آخر. نفى غارسيلانو ارتكاب أي مخالفات، قبل اختفائه، وبعد عودته. في ديسمبر 2006، بُرّئ غارسيلانو من تهم الحنث باليمين من قِبل وزارة العدل.

## تاريخ الأحداث
أعلن صمويل أونغ، النائب السابق لمدير مكتب التحقيقات الوطني، في مؤتمر صحفي في 10 يونيو 2005 أن بحوزته تسجيلات أصلية لمحادثة جرى التنصت عليها بين أرويو ومسؤول في لجنة الانتخابات، الذي زُعم أنه فيرغيليو غارسيلانو. حللت وسائل الإعلام محتويات الأشرطة في الأسابيع المقبلة. يُزعم أن تسجيلات أونغ أثبتت أن أرويو زورت الانتخابات الوطنية لعام 2004 للحفاظ على رئاستها والنجاح السياسي لحلفائها. نفت أرويو الاتهامات الموجهة إليها بتزوير الانتخابات في بث تلفزيوني في 27 يونيو، لكنها اعترفت بأنها كانت هي المتحدثة في المكالمة المسربة على الشريط. حدثت الاحتجاجات بشكل متكرر خلال الأزمة إما لصالح أو ضد أرويو وإدارتها. فشلت محاولات إدانة أرويو في 6 سبتمبر.

## الرأي العام
خلال الفضيحة، استطاعت استطلاعات الرأي والدراسات الاستقصائية التي أجرتها مؤسسة «محطات الطقس الاجتماعي» وشبكات تايم وسي إن إن وبولص إيجا قياس الرأي العام فيما يتعلق بالاتهامات والقضايا الأخرى ذات الصلة.
وفقًا لاستطلاع أجرته شبكتا سي إن إن وتايم، قال 57.5% من الأشخاص الذين شملهم الاستطلاع إن الرئيسة الفلبينية ماكاباغال أرويو يجب ألا تكمل ولايتها. أظهر استطلاع نشرته منظمة بولص إيجا على الأخبار الفلبينية في 12 يوليو أن 57% من الناس أرادوا من الرئيسة الحالية أرويو أن تستقيل من منصبها.
في 25 يناير 2008، أظهر استطلاع بولص إيجا (بتكليف من حزب المعارضة الحقيقية وفقًا للسناتور السابق سيرجيو أوسمينا الثالث) أن 58% من الفلبينيين في مينداناو يعتقدون أن الرئيسة أرويو زورت الانتخابات العامة الفلبينية عام 2004. يظن 70% «أنه بسبب تكرار الاتهامات بتزوير الانتخابات، فإن مصداقية عملية الاقتراع في مينداناو انخفضت إلى مستوى قياسي».

## تقنيات التزوير
عادةً ما يحدث التزوير الانتخابي في البلاد من خلال التلاعب في بطاقات الاقتراع. ومع ذلك، نشأت تقنية جديدة تنطوي فقط على التلاعب «بإعادة الانتخاب»، الذي يُعد ملخصًا للأصوات في الدوائر الانتخابية. هناك أدلة تظهر أن 32,000 مجموعة من المطبوعات الإلكترونية من «إعادة الانتخاب» من لجنة الانتخابات يمكن أن تتلاعب بالانتخابات بما يصل إلى ثلاثة ملايين صوت. يمكن لهذا العدد من الأصوات أن يغير النتيجة.

## الآثار على الثقافة الشعبية
أصبحت المكالمات من أشرطة أونع نغمات رنين شعبية للهواتف المحمولة بعد الإعلان عنها، خاصةً بين الشباب خلال بداية العام الدراسي في يونيو. أصبحت نغمة رنين «هلو غارسي» بسرعة واحدة من أكثر نغمات الرنين التي جرى تحميلها في العالم.
أُشير إلى الفضيحة أيضًا من قِبل الشخصية التلفزيونية، جوي دي ليون، خلال احتدام علني مع شخصية تلفزيونية أخرى، وهو زميله ويلي ريفيلام، حول مزاعم التلاعب في برنامج لشبكة أي بي إس-سي بي إن يدعى «Wowowee» دعا جوي مازحًا وزارة التجارة والصناعة للتوقف عن التحقيق في فضيحة هلو غارسي، والبدء في استقصاء قضية «هلو بابي» بدلًا من ذلك، في إشارة إلى ويلي.